# Рюген (Нижня Саксонія)
Рюген (нім. Rühen) — громада в Німеччині, розташована в землі Нижня Саксонія. Входить до складу району Гіфгорн. Складова частина об'єднання громад Броме.
Площа — 30,89 км2. Населення становить 5993 ос. (станом на 31 грудня 2021).